# Лудовіко Маццоліно
Лудо́віко Маццоліно (італ. Ludovico Mazzolino; 1480, Феррара — 1528 ?, Феррара) — італійський художник доби Відродження.

## Життєпис
Народився в місті Феррара. відомості про рік народження, ранні роки й навчання — не збережені. За припущеннями, міг навчатися в майстерні феррарського художника Лоренцо Коста (1465–1535). Імовірно, що стажувався в майстерні місцевого художника Доменіко Панетті (1560–1530), котрий був вчителем Гарофало.
Адже аналіз творів художника доводить, що найбільший вплив на художню манеру Лодовіко Маццоліно (Мацуолі) мали Бокаччіно та феррарський художник Гарофало, тобто Бенвенуто Тізі (1481–1559). Більшість картин Лодовіко Маццоліно створив по замовах герцога Феррарського Ерколе I д'Есте. Працював у Феррарі, а також у місті Болонья.
1521 року пошлюбився з Джованною, сестрою художника Бартоломео Ваккі (венеційського художника зламу XV-XVI століть). Мав двох доньок — Клаудію та Корнелію.
Помер у місті Феррара під час епідемії чуми, що спустошила край, 1528 року чи близько того.

## Вибрані твори

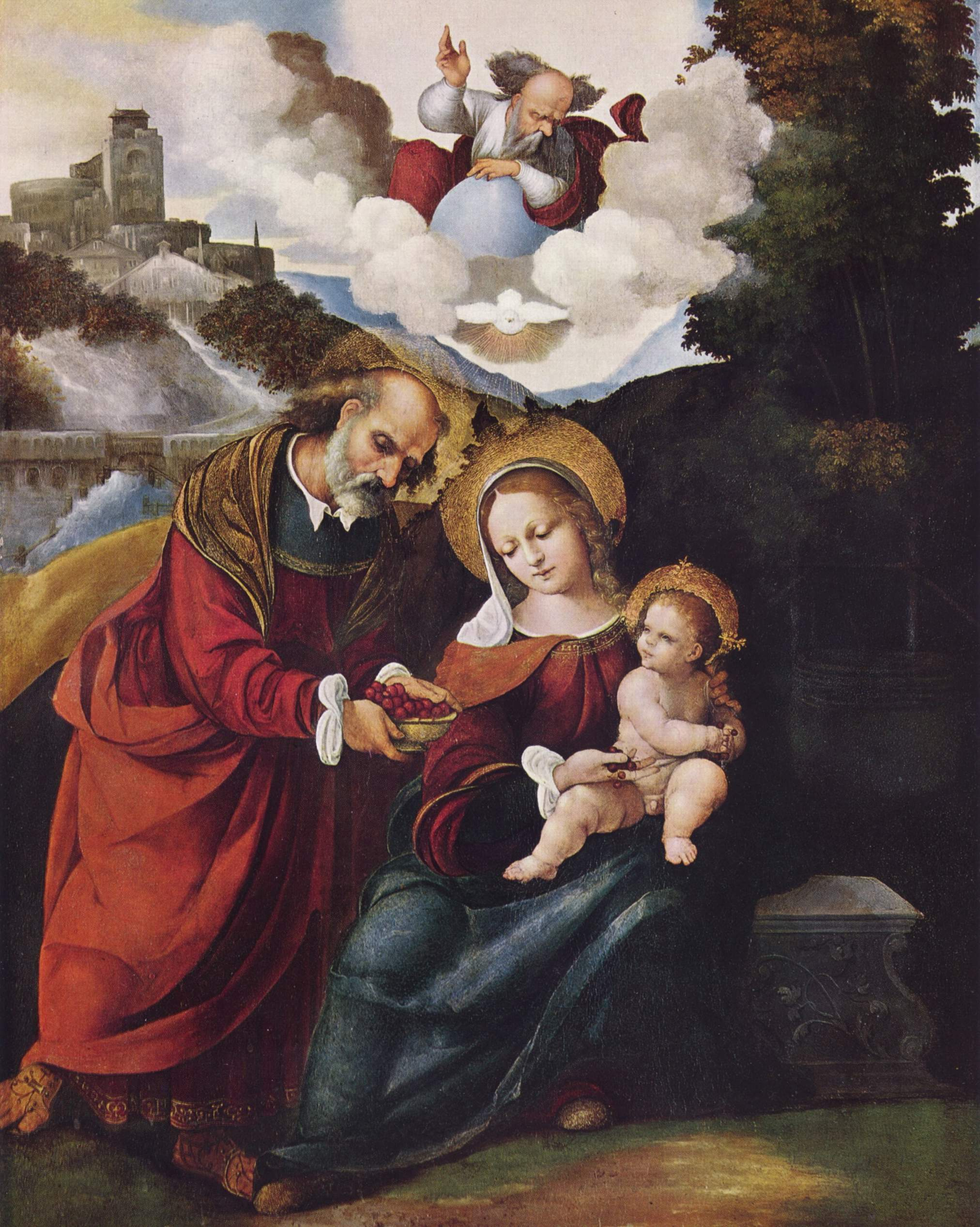
« Свята Родина в пейзажі»

- Фрески в церкві Сана Марія дельї Анжелі, Феррара, 1504 (знищені[2])
- "Оплакування Христа", 1502, Венеція
- "Свята Родина з Ніколою Толентинським", 1515, Національна галерея (Лондон)
- "Свята Родина з Франциском Ассізьким", 1520,
- "Поклоніння волхвів", музей Петіт пале, Авіньйон, Франція[2]
- "Увірування апостола Фоми", 1522, галерея Боргезе
- "Мадонна з немовлям і святими", 1523, Уффіці
- "Поклоніння немовляті Христу", Харків
- "Поклоніння пастухів", 1524, Національна пінакотека Болоньї
- "Поклоніння пастухів", 1525, Уффіці
- "Пілат умиває руки", 1525, Шантії, Музей Конде, Франція
- "Христос воскрешає померлого Лазаря", 1527, Пінакотека Брера, Мілан
- "Христос і грішниця"
- "Христос перед натовпом", Дрезденська картинна галерея
- "Христос миє ноги апостолам", Музей мистецтв Філадельфії
- "Винищення немовлят за наказом царя Ірода", 1525, Галерея Доріа-Памфілі, Рим

## Галерея

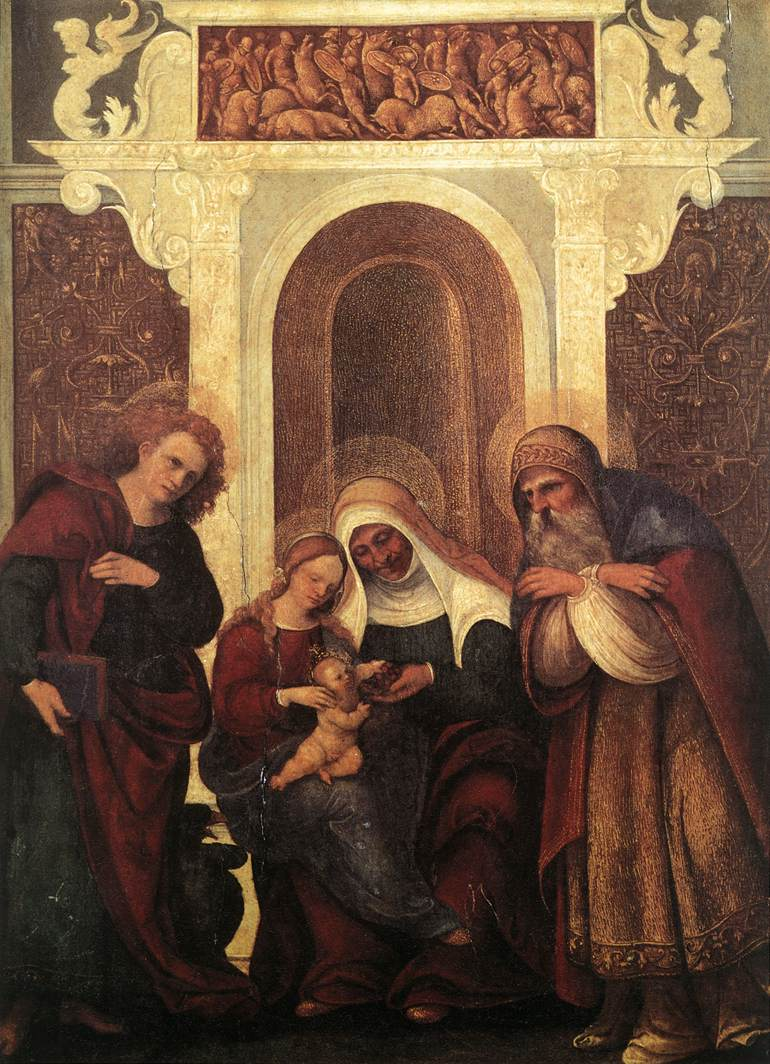
Вівтар «Мадонна з немовлям і Св. Анною та святими» 1523, Уффіці.

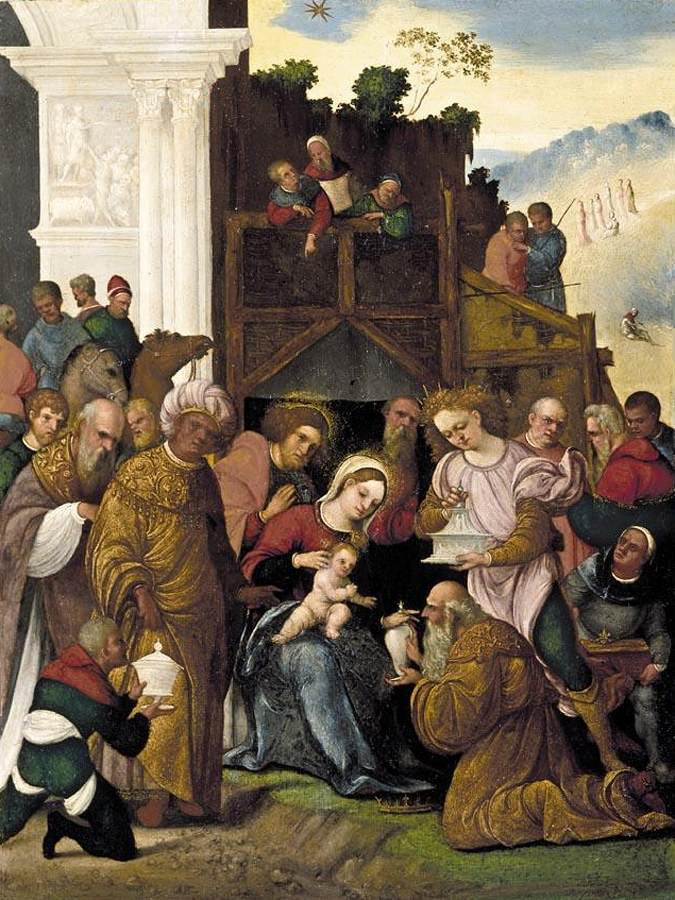
«Поклоніння волхвів», 1522
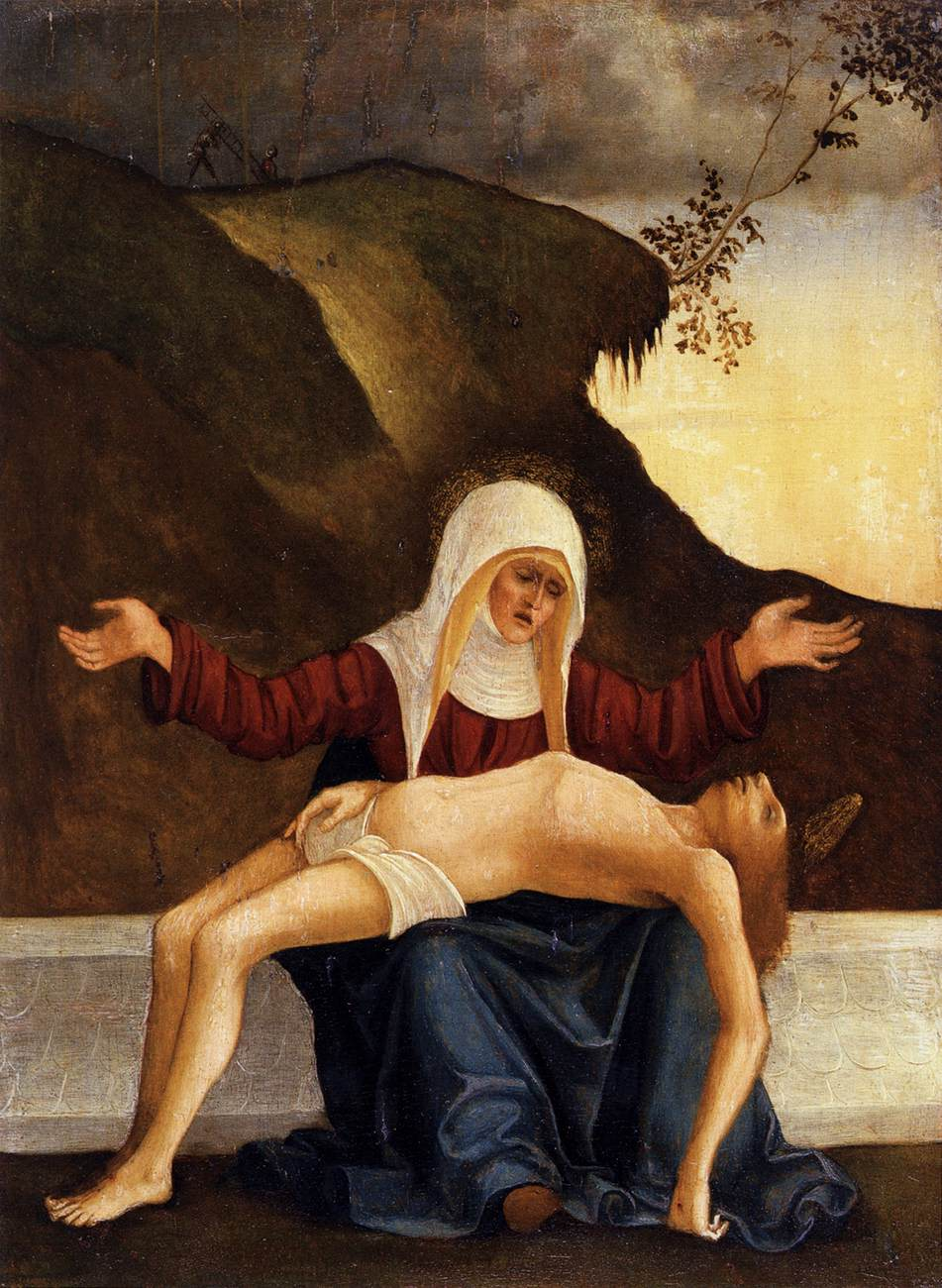
«Оплакування Христа », 1502, Венеція
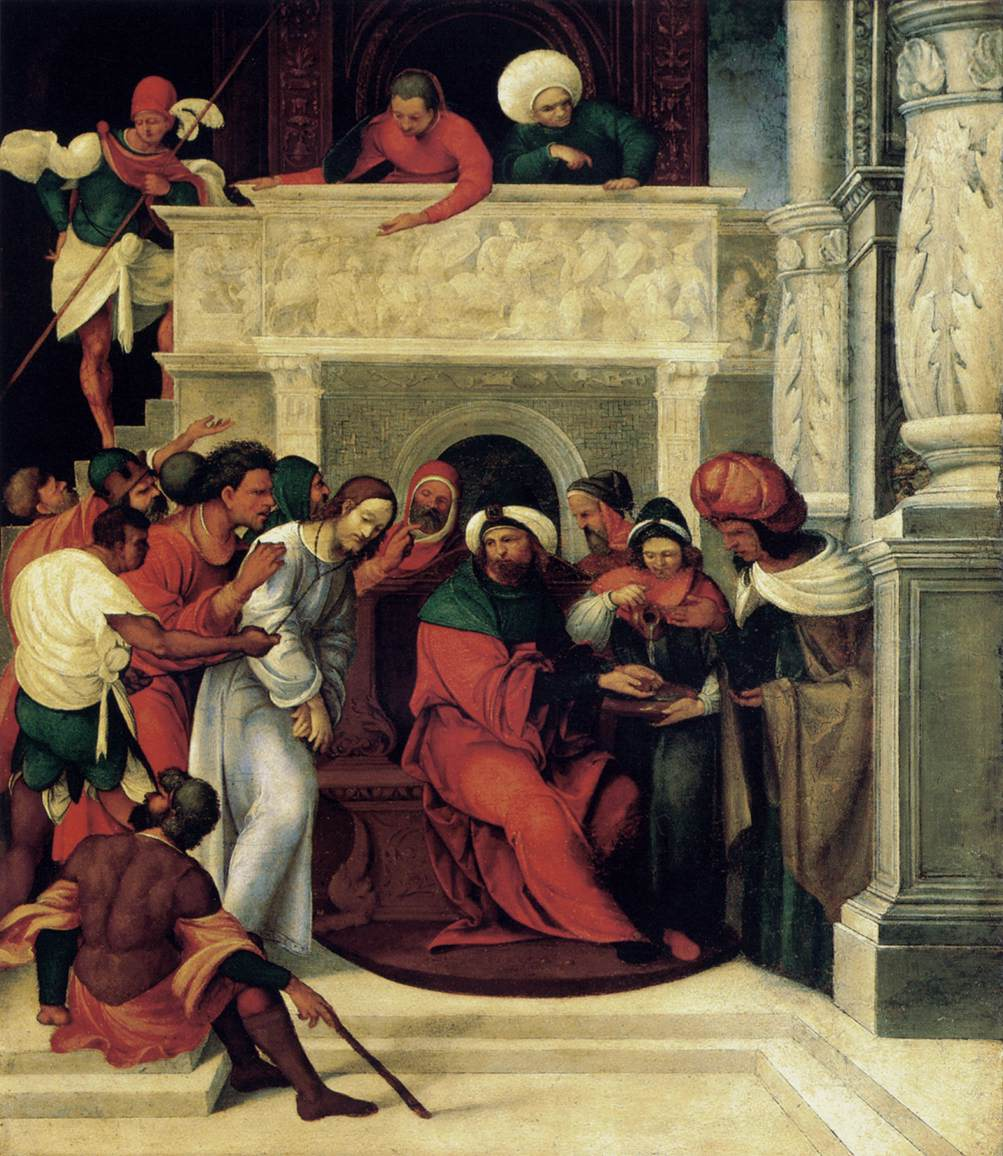
«Пілат умиває руки », 1525, Шантійї, Музей Конде, Франція
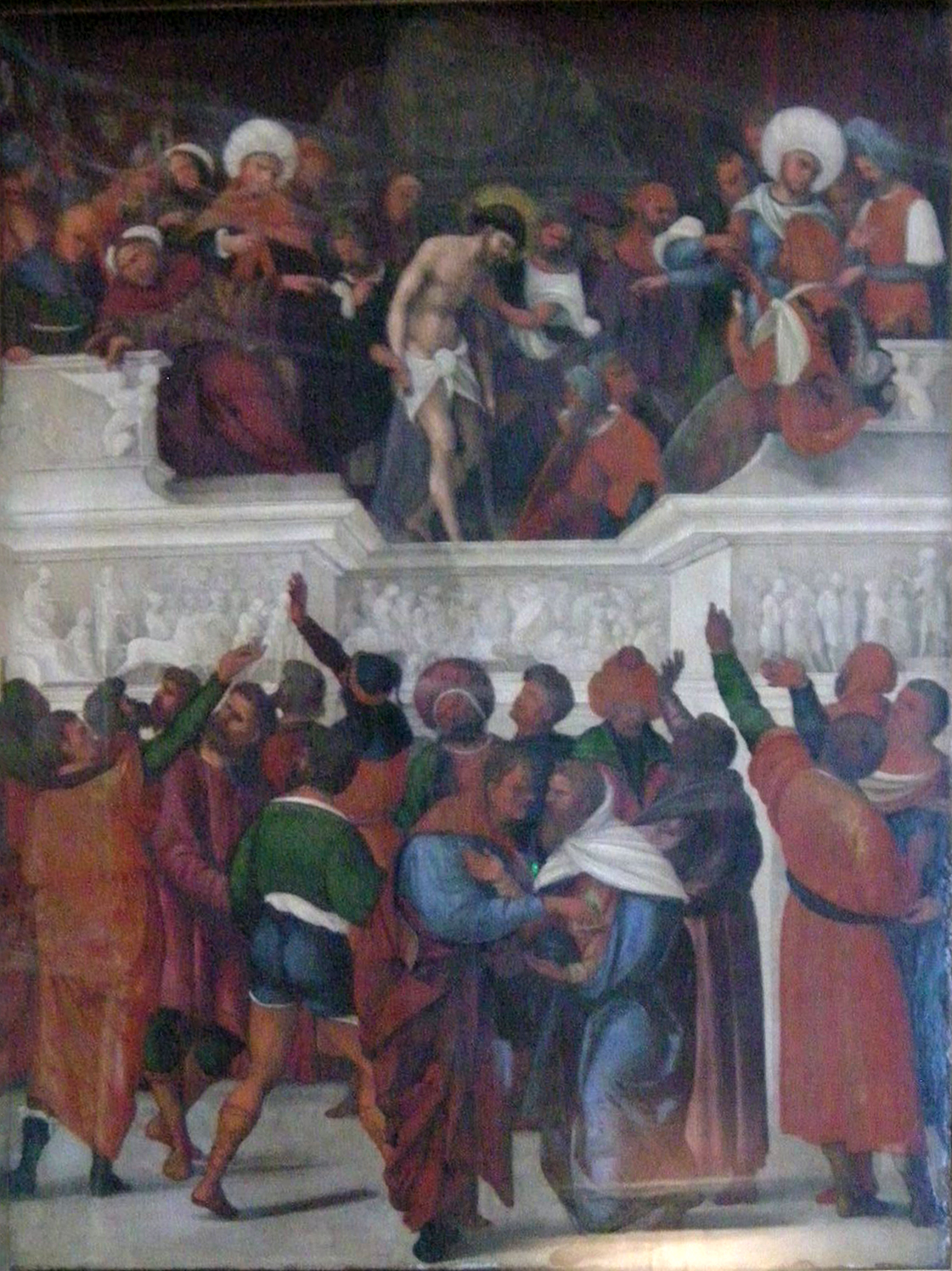
«Христос перед натовпом »